# 医学信息工程
医学信息工程（英語：Medical Information Engineering）是以生命科学和信息科学为主的多学科交叉的新型学科，是中华人民共和国教育部近十年来新增的高校本科专业。该专业为生物医学信息的收集、传输、处理、分析、存储和医疗信息处理奠定了良好的基础，具有广泛的知识面和较强的综合应用能力。 该专业毕业的学生将会被授予工学学士学位。

## 专业内容
医学信息工程专业包含计算机科学、程序设计等信息科学范畴专业以及医药学、临床医学等医学类范畴专业。

## 专业作用
由于医学信息工程专业与信息技术密不可分，对于提高互联网医疗水平和促进人工智能发展具有一定的作用。